# Tecnocasa
Die Tecnocasa Holding S.p.A. ist ein international tätiger italienischer Immobilienmakler. Der in Rozzano in der Metropolitanstadt Mailand ansässige Konzern vermittelt unter den Marken Tecnocasa und Tecnorete Käufe, Verkäufe und Vermietungen von Immobilien jeder Art, unter den Marken Kiron und Epicas Immobilienfinanzierungen sowie unter der Marke Elesian Versicherungslösungen. Insgesamt betreibt die Tecnocasa Gruppe über 4000 von Franchisingpartnern geführte Filialen, davon rund 3600 in Italien und 360 in Spanien. 2007 erwirtschaftete der Tecnocasa-Konzern einen Umsatz von 174 Millionen Euro.
Das Unternehmen wurde Ende der 1970er Jahre durch Oreste Pasquali gegründet. Dieser baute in Mailand und Umgebung ein Filialnetz zur Vermittlung von Immobilien auf. 1986 änderte er das Geschäftskonzept und vergab die Filialführung an lokale Franchisingpartner, die seither unter den von Tecnocasa betriebenen Einheitsmarken auftreten. Als Franchiser und Markeninhaber übt Tecnocasa die Gesamtkoordination aus und übernimmt sämtliche zentralen Dienste.
2006 vermittelte die Tecnocasa Gruppe in Italien rund 78.000 Immobilien mit einem geschätzten Gesamtwert von 7,9 Milliarden Euro sowie Hypothekarkredite im Wert von 2,5 Milliarden Euro.